# Ассадулаево
Ассадулаево — посёлок в Приволжском районе Астраханской области России. Входит в состав Татаробашмаковского сельсовета. Назван в честь азербайджанского нефтепромышленника Шамси Асадуллаева.

## География
Посёлок находится в южной части Астраханской области, на левом берегу Волги, на расстоянии примерно 19 километров (по прямой) к юго-западу от посёлка Началово, административного центра района. Абсолютная высота — 24 метра ниже уровня моря.
Климат умеренный, резко континентальный. Характеризуется высокими температурами летом и низкими — зимой, малым количеством осадков, а также большими годовыми и летними суточными амплитудами температуры воздуха.

## Население
| 2002 | 2010 |
| ---- | ---- |
| 729  | ↗843 |

По данным Всероссийской переписи, в 2010 году численность населения посёлка составляла 843 человека (412 мужчин и 431 женщина). Согласно результатам переписи 2002 года, в национальной структуре населения русские составляли 89 %.

## Инфраструктура
В посёлке находятся детский сад (филиал МБОУ «Татаробашмаковская СОШ»), фельдшерско-акушерский пункт (филиал МУЗ «Приволжская центральная районная больница»), дом культуры и отделение Почты России.

## Улицы
Уличная сеть посёлка состоит из 23 улиц.